# Gaius Memmius (praetor in 172 v.Chr.)
Gaius Memmius  was een Romeins politicus in de 2e eeuw v.Chr.
Hij maakte samen met Gaius Valerius Laevinus, Appius Claudius Pulcher, Marcus Popillius Laenas en Lucius Canuleius Dives deel uit van een gezantschap dat in 174 v.Chr. naar Aetolia werd uitgezonden om een serieuze twist tussen facties op te lossen en moest vaststellen dat ze hiertoe niet instaat waren. Begin 173 v.Chr. stuurden ze bericht naar Rome dat de twist nog was toegenomen.
Hij werd in 172 v.Chr. als praetor aangesteld als gouverneur over de provincia Sicilia, en zijn collega Gaius Licinius Crassus, de praetor urbanus, werd toestemming gegeven om indien nodig hem te bevelen schepen te herstellen en uit te zenden naar Brundisium.